# Oabius pelotes
Oabius pelotes är en mångfotingart som beskrevs av Chamberlin 1941. Oabius pelotes ingår i släktet Oabius och familjen stenkrypare. Inga underarter finns listade i Catalogue of Life.